# Орелецький Василь
Василь Орелецький (транслітерація латиницею: Vasyl Oreletsky; 30 січня 1895, с. Лужани, тепер смт Кіцманського району Чернівецької області — 9 січня 1976, Мюнхен, Баварія ФРН) — український правознавець, доктор права з 1932 року, професор, академік Української академії наук у Німеччині. Фахівець з міжнародного права, політичний та громадський діяч.

## Біографія
Василь Орелецький народився в сім'ї сільського старости. Закінчив шестирічну школу в Лужанах, а 1914 року — Чернівецьку гімназію. Навчався на юридичному факультеті Чернівецького університету, який не закінчив через початок Першої світової війни. Служив в Українській галицькій армії. З 1920 року в еміграції. Опинився у Празі, де вивчав право в Карловому університеті та Українському вільному університеті (УВУ), іноземні мови (англійську, іспанську, італійську, німецьку, румунську, турецьку, угорську, шведську, японську та слов'янські); знав 10 мов, в тому числі латину. Був діяльним в Українській Академічній Громаді Праги.
В часи існування Карпатської України працював референтом з питань зовнішніх відносин постійного Представництва Карпатської України в Празі.
З 1939 року — доцент кафедри міжнародного права Українського вільного університету. Під час Другої світової війни емігрував на Захід. Після відновлення Українського вільного університету у Мюнхені (1946-47 навчальний рік) очолив кафедру міжнародного права цього ВНЗ, був деканом правничого факультету та ректором.
Василь Орелецький є автором підручника з міжнародного права та низки монографій: «Організація дипломатичної служби за гетьмана Б. Хмельницького», «Дві міжнародні концепції в Гаазі», «Теорія С. Пуфендорфа з міжнародного права» та інших.